# 殺人者の記憶法
『殺人者の記憶法』（さつじんしゃのきおくほう、原題：살인자의 기억법）は、2017年の韓国映画。キム・ヨンハの同名のベストセラー小説の映画化。ストーリーが本編とは若干異なる『殺人者の記憶法 新しい記憶』というバージョンも同時に公開されている。

## ストーリー
かつて連続殺人犯だった獣医のビョンス（ソル・ギョング）はアルツハイマーを患っており、自身の声を録音することで記憶をつなぎとめていた。ある日、車で接触事故を起こしたビョンスは、相手のテジュ（キム・ナムギル）もまた殺人犯であると確信する。テジュを殺人犯であると通報するが、彼が警察官であったことから取り合ってもらえず1人でテジュを捕らえようとする中、テジュはビョンスの娘ウンヒ（キム・ソリョン）に近づく。

## キャスト
- キム・ビョンス：ソル・ギョング
- ミン・テジュ：キム・ナムギル
- キム・ウンヒ：キム・ソリョン
- アン・ビョンマン：オ・ダルス